# Raionul Cernihiv (pre-2020), Cernihiv
Cernigău (în ucraineană Чернігівський район, transliterat: Cernihivskîi raion) este un raion în regiunea Cernihiv, Ucraina. Reședința sa este orașul regional Cernihiv, care nu aparține raionului.

## Demografie
Componența lingvistică a raionului Cernihiv
     Ucraineană (95,42%)
     Rusă (4,04%)
     Alte limbi (0,37%)
Conform recensământului din 2001, majoritatea populației raionului Cernihiv era vorbitoare de ucraineană (95,42%), existând în minoritate și vorbitori de rusă (4,04%).